# Strumigenys siagodens
Strumigenys siagodens (лат.) — вид мелких муравьёв рода Strumigenys из трибы Attini (ранее в Dacetini, подсемейство Myrmicinae).

## Распространение
Южная Америка: Парагвай.

## Описание
Длина коричневатого тела менее 2 мм (от 2,0 до 2,1 мм), длина головы от 0,56 до 0,60 мм. Фасеточный глаз с 8—10 омматидиями. Петиоль в профиль с малозаметной мелкой вентральной губчатой лопастью, которая лишь в несколько раз меньше размера латеральной лопасти. Первый тергит брюшка с длинными тонкими извилистыми до жгутиковых волосками. Базигастральные костулы длиннее максимальной длины диска постпетиоля. Верхушка узла петиоля грубо сетчато-точечная. Плечевые волоски переднеспинки имеются, нитевидные или жгутиковые. Мезонотум с парой стоячих волосков. Переднедорсальный угол петиоля в профиль не выступает за переднюю поверхность узла. Усики 6-члениковые. Скапус усика очень короткий, дорзо-вентрально сплющенный. Мандибулы короткие субтреугольные с 5—7 мелкими зубцами. Стебелёк между грудкой и брюшком состоит из двух члеников: петиолюса и постпетиолюса (последний четко отделен от брюшка), жало развито, куколки голые (без кокона). Предположительно, хищный вид, охотится как и близкие виды на мелкие виды почвенных членистоногих. Вид был впервые описан в 2000 году британским мирмекологом Барри Болтоном под первоначальным названием Pyramica siagodens Bolton, 2000.
Включён в состав видовой группы Strumigenys appretiata вместе с несколькими американскими видами (Strumigenys appretiata, S. deinomastax, S. hadrodens, S. halosis, S. raptans, S. raptans, S. teratrix, S. glenognatha, S. wheeleriana, S. xenochelyna).